# Closed source
Fonte fechada (em inglês: closed source) é o oposto de código aberto. Embora também exista o termo a software proprietário, closed source refere-se a qualquer programa onde foi suprimido o código fonte, e também, além do código, dois outros importantes elementos: O conhecimento em torno do programa e a possibilidade de inovação a partir daquele programa.  Por vezes existem razões além do secretismo em que apenas os códigos binários dos programas são distribuídos, por vezes é necessário aceitar nova licença específica para ter acesso ao código fonte.
Modificações no código deste tipo de software são muitas vezes tecnicamente inviáveis pois, além de ilegais, exigem amplo conhecimento da linguagem de programação e o uso de técnicas conhecidas como engenharia reversa.
O código fonte de muitos programas é usualmente resguardado pois pode revelar segredos da companhia que o desenvolveu, como novas tecnologias, etc.
O Microsoft's Shared source é um exemplo do licenciamento onde o código fonte é disponibilizado mas não sob os termos Open source license (como a GPL). Se o código fechado é interpretado como se referindo ao software que não satisfaz à definição de código aberto, conclui-se então que o termo Shared source é um exemplo para o licenciamento de programas Closed source.